# Pamphagulus ifniensis
Pamphagulus ifniensis is een rechtvleugelig insect uit de familie Dericorythidae. De wetenschappelijke naam van deze soort is voor het eerst geldig gepubliceerd in 1936 door Bolívar.